# Església de Kiruna
L'església de Kiruna (suec: Kiruna kyrka: Kiruna kyrka) és un edifici eclesiàstic, església parroquial de Kiruna, Suècia. El 2001, l'església va ser votada pel poble suec com l'edifici públic més bonic de Suècia.

## Història

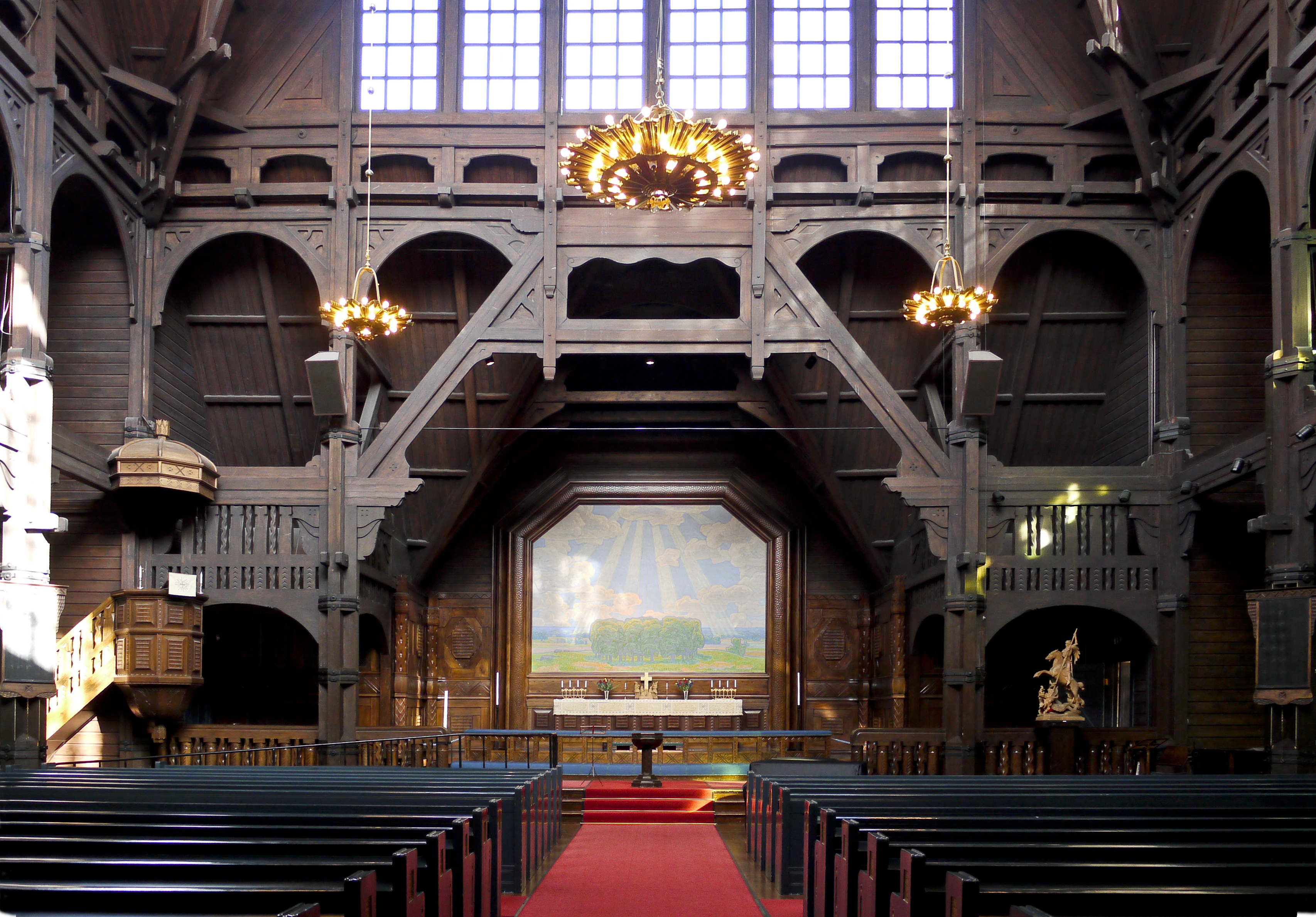
Interior de l'església

L'església va ser construïda entre 1909–1912, i consagrada per Bisbe Olof Bergqvist el 8 de desembre de 1912. Des del 1913, l'església és dins la parròquia de Jukkasjärvi dins la diòcesi de Luleå. Gustaf Wickman va ser l'arquitecte de l'església i la pintura del retaule és una obra del Príncep Eugeni, Duc de Närke.

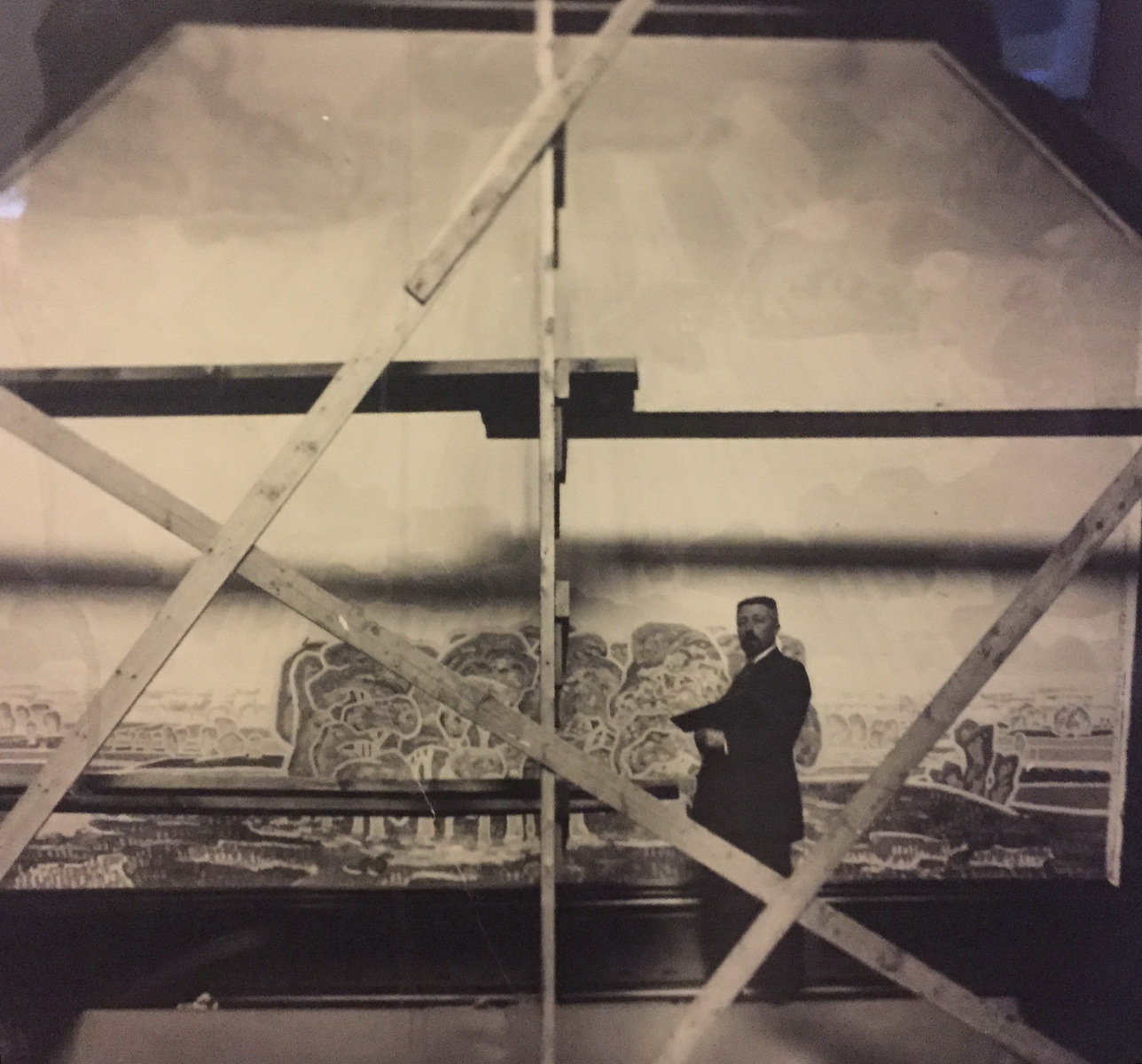
El príncep Eugeni pintant el retaule, 1912